# Sofia di Schönburg-Waldenburg
Sofia di Schönburg-Waldenburg (Sophie Helene Cecilie; Potsdam, 21 maggio 1885 – Fântânele, 3 febbraio 1936) è stata la consorte del principe Guglielmo di Wied. Con l'ascesa del marito al trono albanese divenne Principessa di Albania (Albanian: Princeshë e Shqipërisë). Al di fuori del paese e nella corrispondenza diplomatica, era designata "principessa consorte", ma in Albania ci si riferiva come Mbretëreshë, o regina.

## Biografia
La Principessa Sofia nacque a Potsdam, nella provincia del Brandeburgo figlia del Principe Ereditario Vittorio di Schönburg-Waldenburg (1856–1888) e di sua moglie la Principessa Lucia di Sayn-Wittgenstein-Berleburg (1859–1903), entrambi membri di dinastie tedesche mediatizzate. Aveva una remota ascendenza albanese, essendo un discendente di Ruxandra Ghica, figlia di Grigore I Ghica.
I suoi nonni materni erano il Principe Emil di Sayn-Wittgenstein-Berleburg (1824–1878) e la sua prima moglie Pulcheria Cantacuzene (1820–1865), una principessa rumena. Emil era figlio del Principe August Ludwig di Sayn-Wittgenstein-Berleburg (1788–1874) e Franziska Allesina gennant von Schweitzer (1802–1878).
Entrambi i genitori morirono quando lei era molto giovane, così trascorse gran parte della sua giovinezza presso la tenuta di Fantanele in Moldavia, che era di proprietà di suoi parenti materni.
Il 30 novembre 1906 a Waldenburg, in Sassonia, la Principessa Sofia sposò il principe Guglielmo di Wied, ed ebbero due figli.
- Principessa Maria Eleonora di Albania (1909–1956)
- Carlo Vittorio, Principe Ereditario d'Albania (1913–1973)

## Principessa di Albania

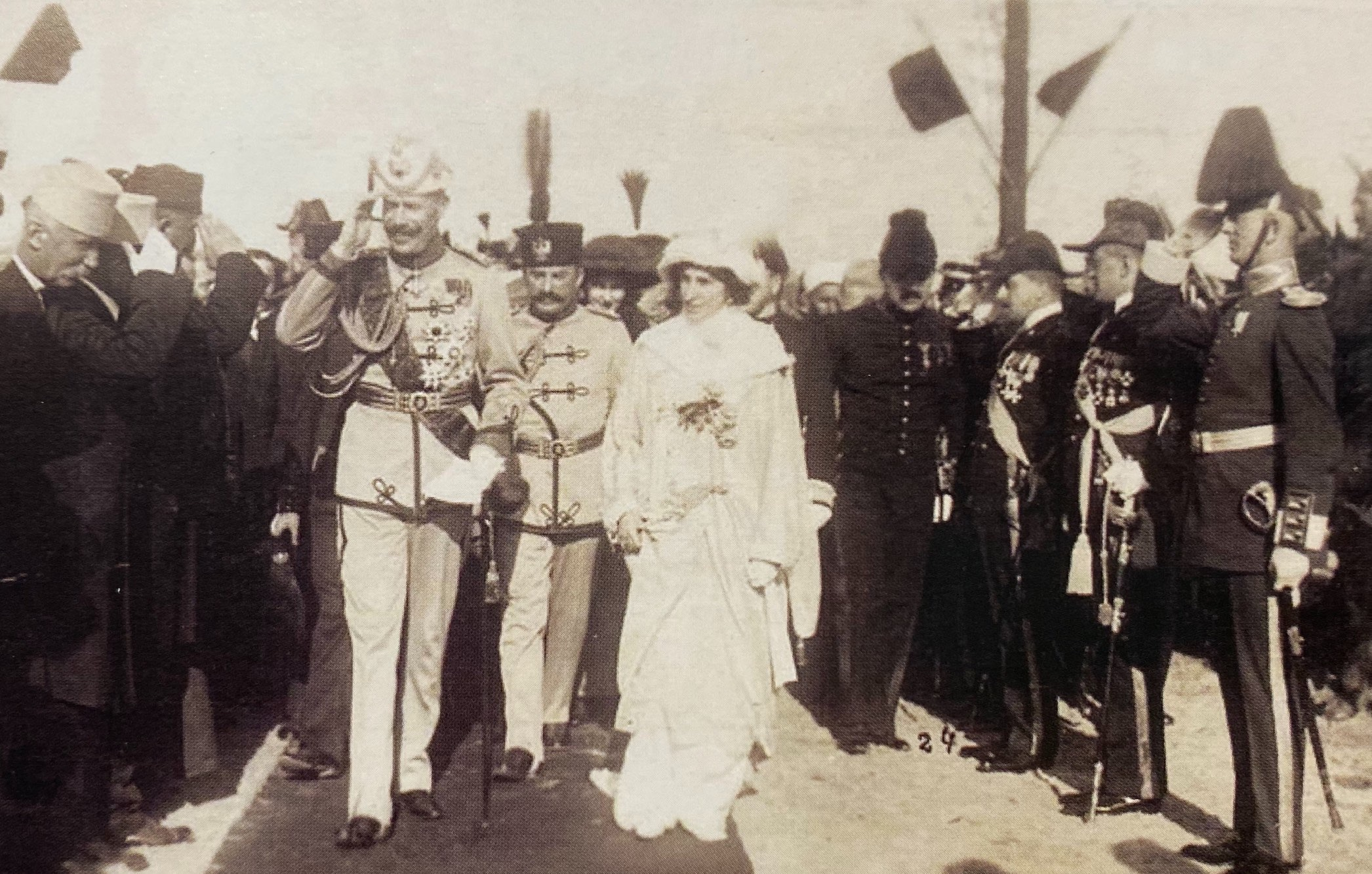
L'arrivo di Guglielmo di Albania e di sua moglie la Principessa Sofia a Durazzo, la capitale del Principato di Albania, il 7 marzo 1914.

La principessa Sofia era vicina alla zia del marito, la regina Elisabetta di Romania, che aveva conosciuto dopo l'arrivo in Romania dopo la morte dei suoi genitori.
Fu lei che riuscì ad ottenere, per il marito di Sofia, il Principato di Albania.
Il 21 febbraio 1914, il principe Guglielmo e la principessa Sofia ospitarono una delegazione di notabili albanesi al loro castello di Neuwied, dove a Guglielmo venne formalmente offerto il trono albanese.
Sofia e suo marito arrivarono in Albania il 7 marzo 1914, a Durazzo, la capitale provvisoria. Tuttavia, la sua avventura albanese si è dimostrata di breve durata. Il 3 settembre 1914, con il paese in fermento, la principessa Sofia e suo marito lasciarono l'Albania, per non tornarci mai più. Tuttavia, ufficialmente è rimasta la principessa dell'Albania fino al 31 gennaio 1925, quando il paese è stato dichiarato una repubblica.

## Morte
La Principessa Sofia morì a Fântânele, in Romania.

## Ascendenza
|                                                       |                                                        |                                                               | Genitori                                                     |  |  | Nonni |  |  | Bisnonni                                           |  |  | Trisnonni                                |  |
|                                                       |                                                        |                                                               |                                                              |  |  |       |  |  | Otto Victor I, II principe di Schönburg-Waldenburg |  |  | Otto, I principe di Schönburg-Waldenburg |  |
|                                                       |                                                        |                                                               |                                                              |  |  |       |  |  | Otto Victor I, II principe di Schönburg-Waldenburg |  |  | Otto, I principe di Schönburg-Waldenburg |  |
|                                                       |                                                        | contessa Henriette zu Reuß-Köstritz                           |                                                              |  |  |       |  |  | Otto Victor I, II principe di Schönburg-Waldenburg |  |  |                                          |  |
| Otto Friedrich, III principe di Schönburg-Waldenburg  |                                                        |                                                               |                                                              |  |  |       |  |  | Otto Victor I, II principe di Schönburg-Waldenburg |  |  |                                          |  |
|                                                       |                                                        | principessa Thekla von Schwarzburg-Rudolstadt                 | Ludwig Friedrich II, IV principe di Schwarzburg-Rudolstadt   |  |  |       |  |  |                                                    |  |  |                                          |  |
|                                                       |                                                        | principessa Thekla von Schwarzburg-Rudolstadt                 | Ludwig Friedrich II, IV principe di Schwarzburg-Rudolstadt   |  |  |       |  |  |                                                    |  |  |                                          |  |
|                                                       |                                                        | principessa Thekla von Schwarzburg-Rudolstadt                 | langravia Karoline von Hessen-Homburg                        |  |  |       |  |  |                                                    |  |  |                                          |  |
| Viktor, principe ereditario di Schönburg-Waldenburg   |                                                        | principessa Thekla von Schwarzburg-Rudolstadt                 |                                                              |  |  |       |  |  |                                                    |  |  |                                          |  |
|                                                       |                                                        | Apollinaris Labunski                                          | …                                                            |  |  |       |  |  |                                                    |  |  |                                          |  |
|                                                       |                                                        | Apollinaris Labunski                                          | …                                                            |  |  |       |  |  |                                                    |  |  |                                          |  |
|                                                       |                                                        | Apollinaris Labunski                                          | …                                                            |  |  |       |  |  |                                                    |  |  |                                          |  |
| Pamela Labunska                                       |                                                        | Apollinaris Labunski                                          |                                                              |  |  |       |  |  |                                                    |  |  |                                          |  |
|                                                       |                                                        | Juliana Popow                                                 | …                                                            |  |  |       |  |  |                                                    |  |  |                                          |  |
|                                                       |                                                        | Juliana Popow                                                 | …                                                            |  |  |       |  |  |                                                    |  |  |                                          |  |
|                                                       |                                                        | Juliana Popow                                                 | …                                                            |  |  |       |  |  |                                                    |  |  |                                          |  |
| principessa Sophie von Schönburg-Waldenburg           |                                                        | Juliana Popow                                                 |                                                              |  |  |       |  |  |                                                    |  |  |                                          |  |
|                                                       | principe August Ludwig von Sayn-Wittgenstein-Berleburg | Christian Heinrich, I principe di Sayn-Wittgenstein-Berleburg |                                                              |  |  |       |  |  |                                                    |  |  |                                          |  |
|                                                       | principe August Ludwig von Sayn-Wittgenstein-Berleburg | Christian Heinrich, I principe di Sayn-Wittgenstein-Berleburg |                                                              |  |  |       |  |  |                                                    |  |  |                                          |  |
|                                                       | principe August Ludwig von Sayn-Wittgenstein-Berleburg | contessa Charlotte zu Leiningen-Westerburg                    |                                                              |  |  |       |  |  |                                                    |  |  |                                          |  |
| principe Emil von Sayn-Wittgenstein-Berleburg         | principe August Ludwig von Sayn-Wittgenstein-Berleburg |                                                               |                                                              |  |  |       |  |  |                                                    |  |  |                                          |  |
|                                                       |                                                        | Franziska Allesina von Schweizer                              | Karl Franz Allesina von Schweizer                            |  |  |       |  |  |                                                    |  |  |                                          |  |
|                                                       |                                                        | Franziska Allesina von Schweizer                              | Karl Franz Allesina von Schweizer                            |  |  |       |  |  |                                                    |  |  |                                          |  |
|                                                       |                                                        | Franziska Allesina von Schweizer                              | Augusta de Wynne                                             |  |  |       |  |  |                                                    |  |  |                                          |  |
| principessa Lucie zu Sayn-Wittgenstein-Berleburg      |                                                        | Franziska Allesina von Schweizer                              |                                                              |  |  |       |  |  |                                                    |  |  |                                          |  |
|                                                       |                                                        | boiardo Nicolae Cantacuzino-Paşcanu, palatino di Moldavia     | boiardo Constantin Cantacuzino-Paşcanu, palatino di Moldavia |  |  |       |  |  |                                                    |  |  |                                          |  |
|                                                       |                                                        | boiardo Nicolae Cantacuzino-Paşcanu, palatino di Moldavia     | boiardo Constantin Cantacuzino-Paşcanu, palatino di Moldavia |  |  |       |  |  |                                                    |  |  |                                          |  |
|                                                       |                                                        | boiardo Nicolae Cantacuzino-Paşcanu, palatino di Moldavia     | nobile Pulcheria Ruset                                       |  |  |       |  |  |                                                    |  |  |                                          |  |
| principessa Pulcheria Nikolajewna Cantacuzene-Paşcanu |                                                        | boiardo Nicolae Cantacuzino-Paşcanu, palatino di Moldavia     |                                                              |  |  |       |  |  |                                                    |  |  |                                          |  |
|                                                       |                                                        | Lucie Palladi                                                 | Constantin Palladi                                           |  |  |       |  |  |                                                    |  |  |                                          |  |
|                                                       |                                                        | Lucie Palladi                                                 | Constantin Palladi                                           |  |  |       |  |  |                                                    |  |  |                                          |  |
|                                                       |                                                        | Lucie Palladi                                                 | principessa Rhalou Kallimakhina                              |  |  |       |  |  |                                                    |  |  |                                          |  |
|                                                       |                                                        | Lucie Palladi                                                 |                                                              |  |  |       |  |  |                                                    |  |  |                                          |  |